# 矢作神社 (関市)
矢作神社（やはぎじんじゃ）は、岐阜県関市菅谷にある「高賀山信仰」にまつわる神社である。山崎白羽之神社とも呼ばれていた。

## 祭神
- 級長戸辺尊
- 級長津彦尊
- 菅原道真

## 由緒
天暦年間（947年 - 957年）、高賀山の妖怪さるとらへびを討伐するために藤原高光が朝廷から派遣された際、高賀山の神が討伐のための矢を作るように命じた場所に設けられたとされる。応安2年(1369年)に大雨により流出したが、神のお告げを受けたとする山崎権之太夫が永享7年(1435年)に再建した。近隣には由緒を同じくする上矢作神社がある。
宝物として妖怪退治に使った矢、木鉾、獅子頭を所蔵している。また、高賀山にゆかりの深い僧、円空の彫像した仏像を所蔵していた。

## 高賀山六社

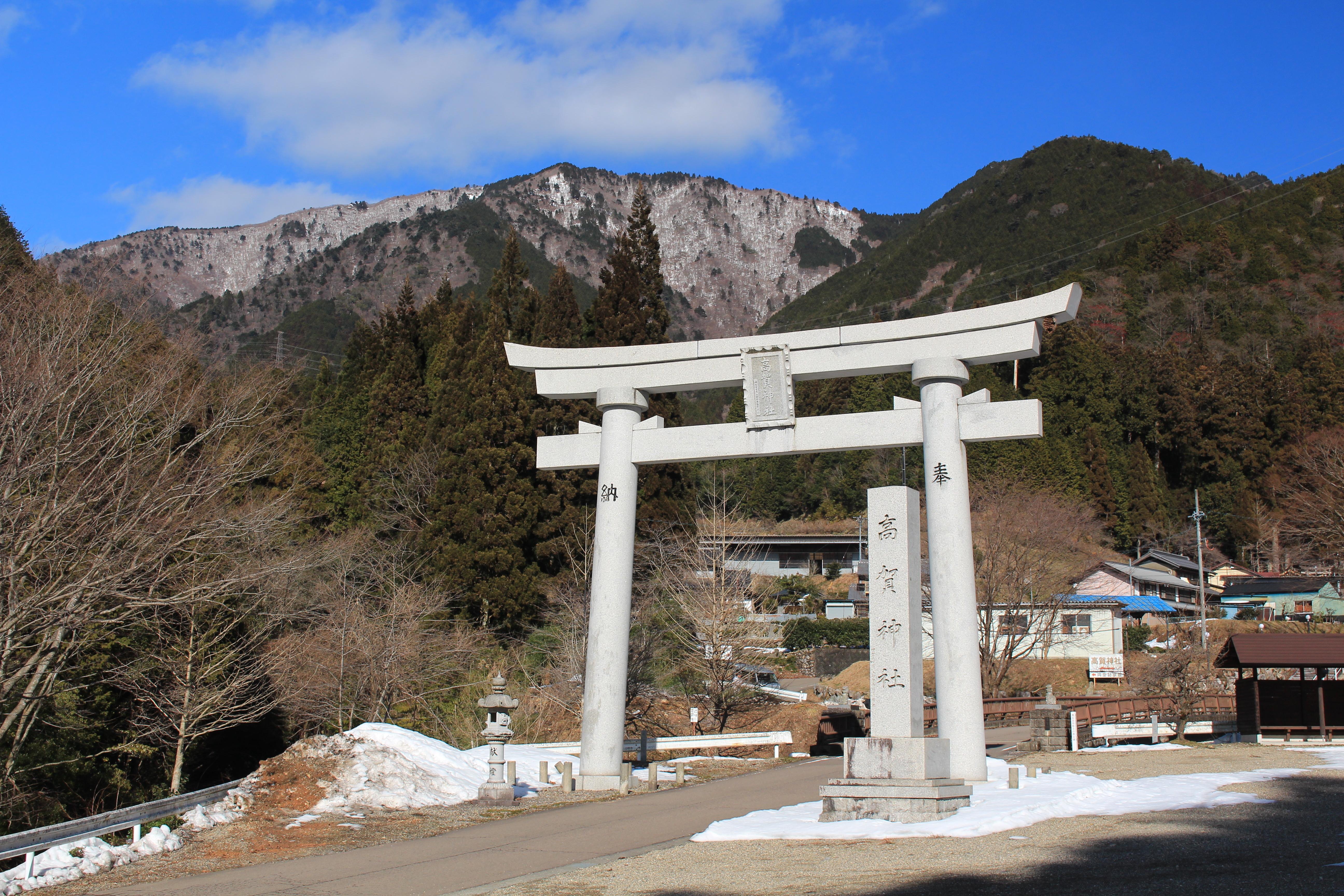
山麓から望む高賀神社の鳥居と高賀山

高賀山を主峰とした山（瓢ケ岳、今渕ケ岳、片知山など）の山麓にあり、高賀山を囲む6つの神社。上記のさるとらへび討伐伝承に関連し、いずれも「藤原高光」が創建と伝わる。かつては六社めぐりという、この6社を尾根伝いに1日で歩いて巡る苦行が存在した。
- 高賀神社（岐阜県関市）
- 那比新宮神社（岐阜県郡上市）
- 那比本宮神社 (岐阜県郡上市）
- 星宮神社（岐阜県郡上市）
- 瀧神社（岐阜県美濃市）
- 金峰神社（岐阜県美濃市）